# Pontiac Safari
Pontiac Safari — серия универсалов, выпускавшихся с 1955 по 1989 год подразделением Pontiac компании General Motors.

## 1955—1957 (A-body)
Первое поколение Pontiac Safari являлось дивизионным аналогом Chevrolet Nomad. Впервые Pontiac Safari был представлен в 1954 году на выставке Моторама. Платформу A-body автомобиль разделял с Chevrolet Corvette. Официальное название — Star Chief Custom Safari (Series 27).

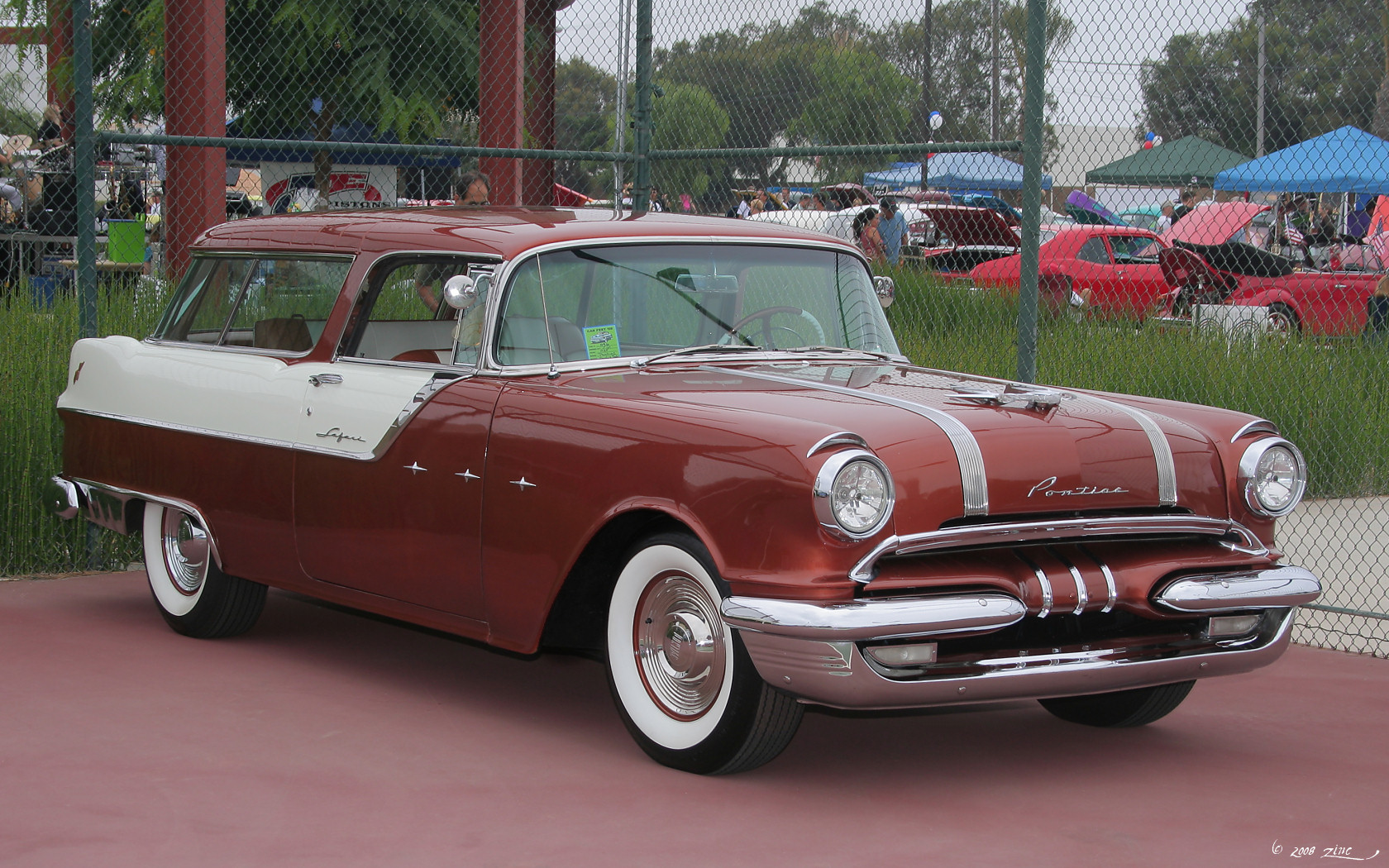
1955 Pontiac Star Chief Custom Safari
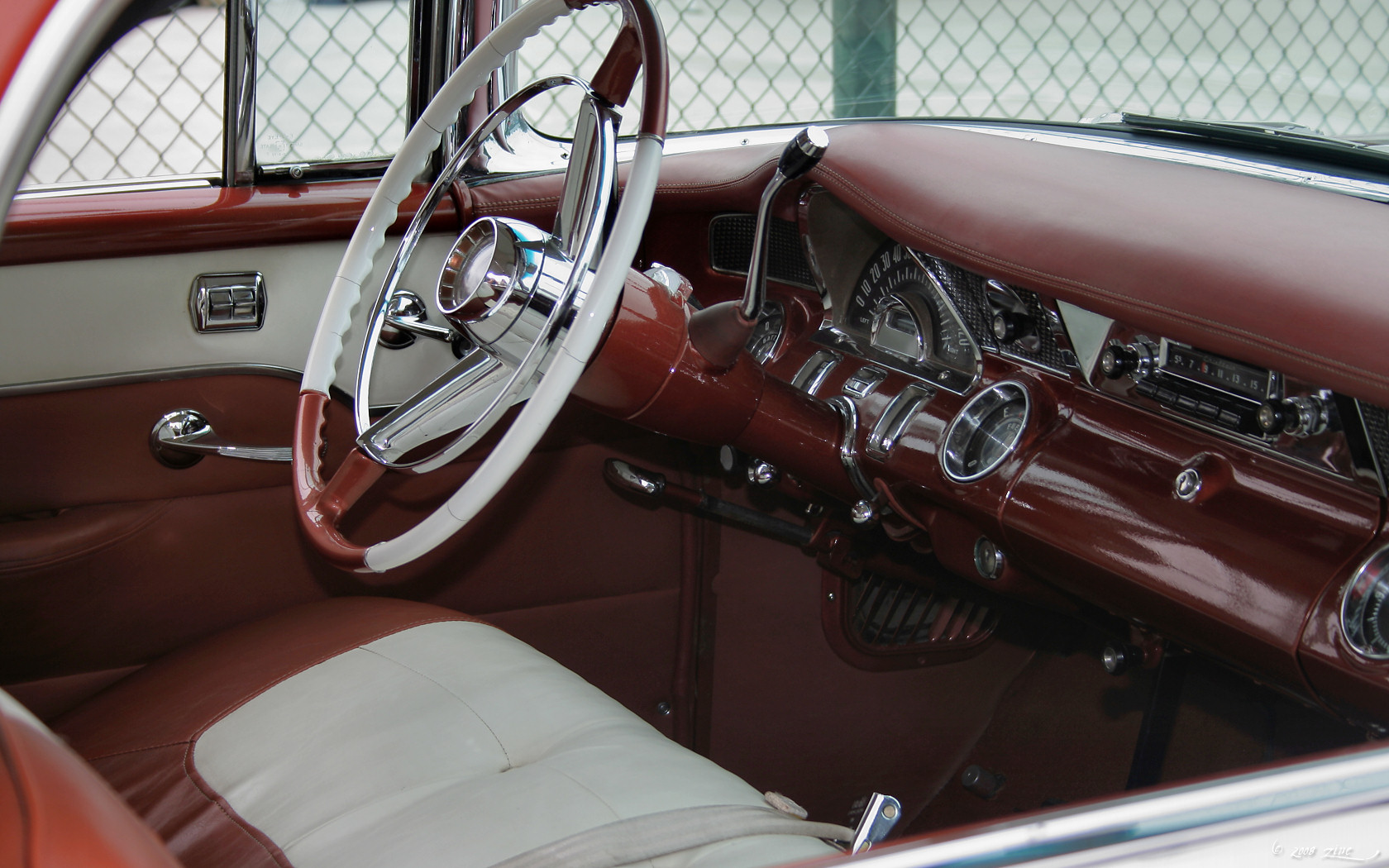
Интерьер
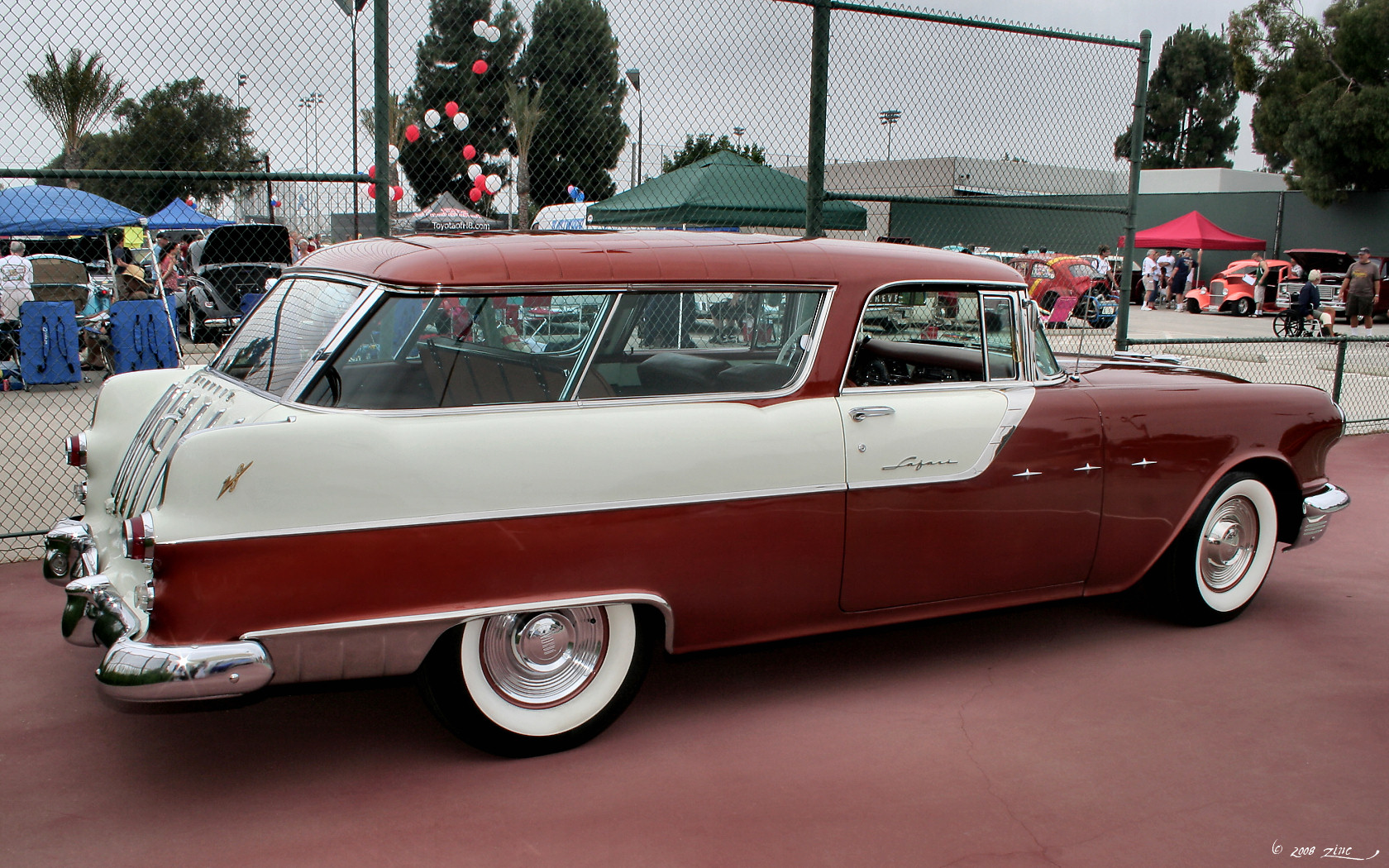
Вид сзади
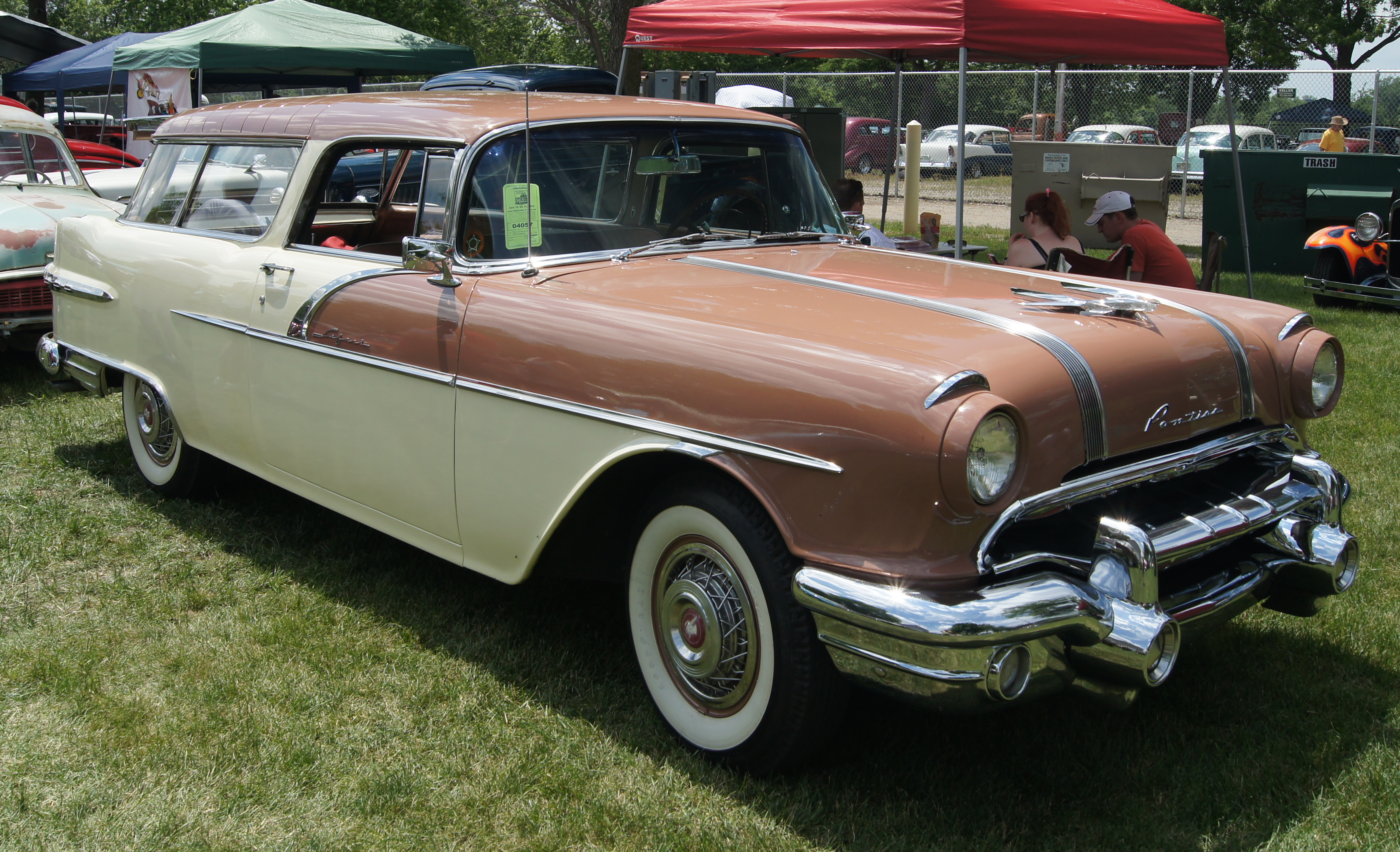
1956 Pontiac Star Chief Custom Safari
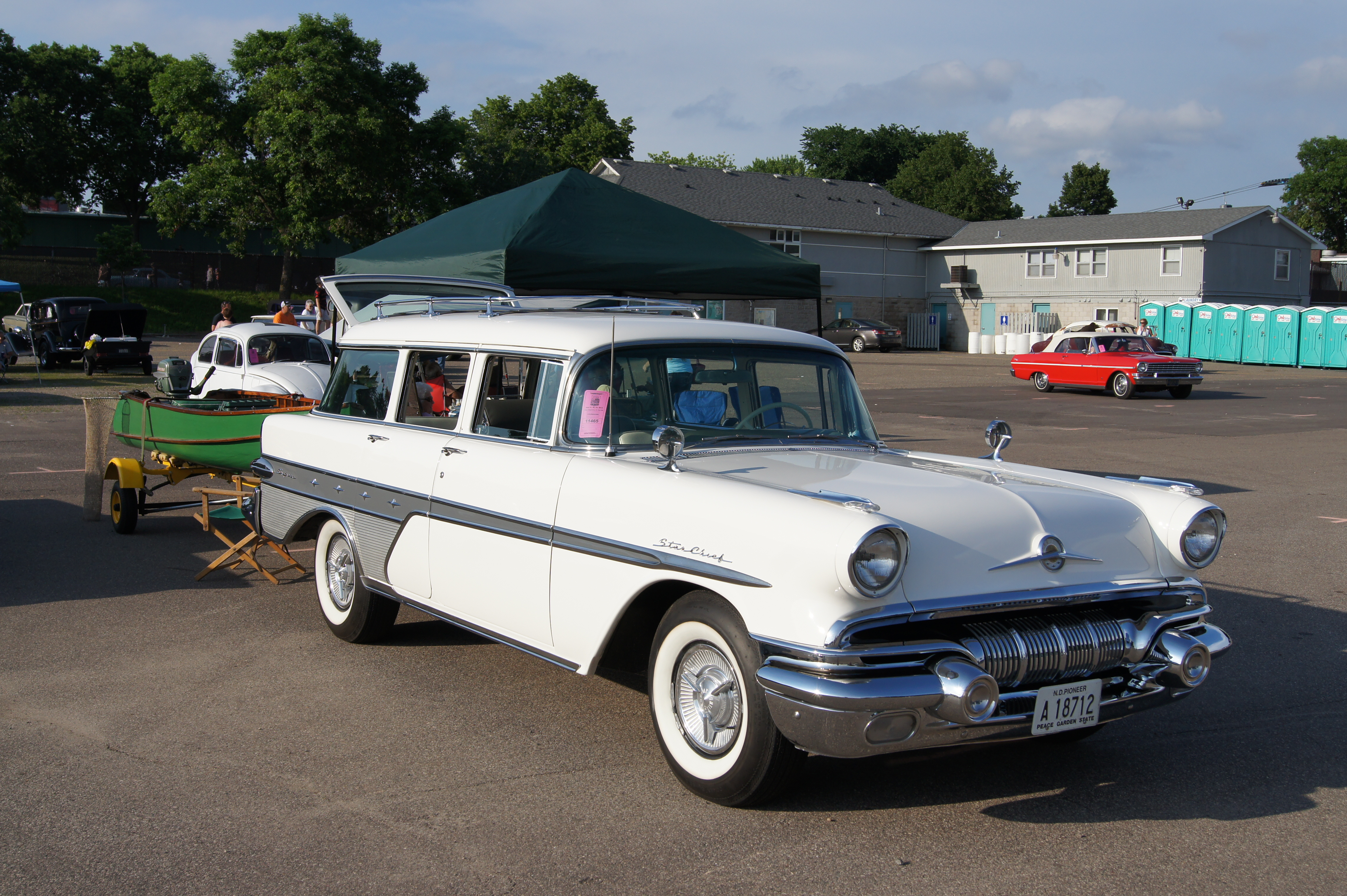
1957 Pontiac Star Chief Custom Safari Transcontinental

## 1958—1989 (B-body)
В 1958 году американская корпорация General Motors решила прекратить производство трёхдверных универсалов, так как Nomad и Safari были самыми дорогими автомобилями, продававшимися Chevrolet и Pontiac. С 1958 по 1965 год индексом Safari обозначались Chieftain, Star Chief, Catalina и Bonneville , с 1966 по 1970 год индексом Safari обозначался Executive, с 1971 по 1976 и с 1977 по 1981 год индексом Safari вновь обозначался Catalina. В 1987 году седан Parisienne был снят с производства, а Parisienne Wagon был переименован в Pontiac Safari.

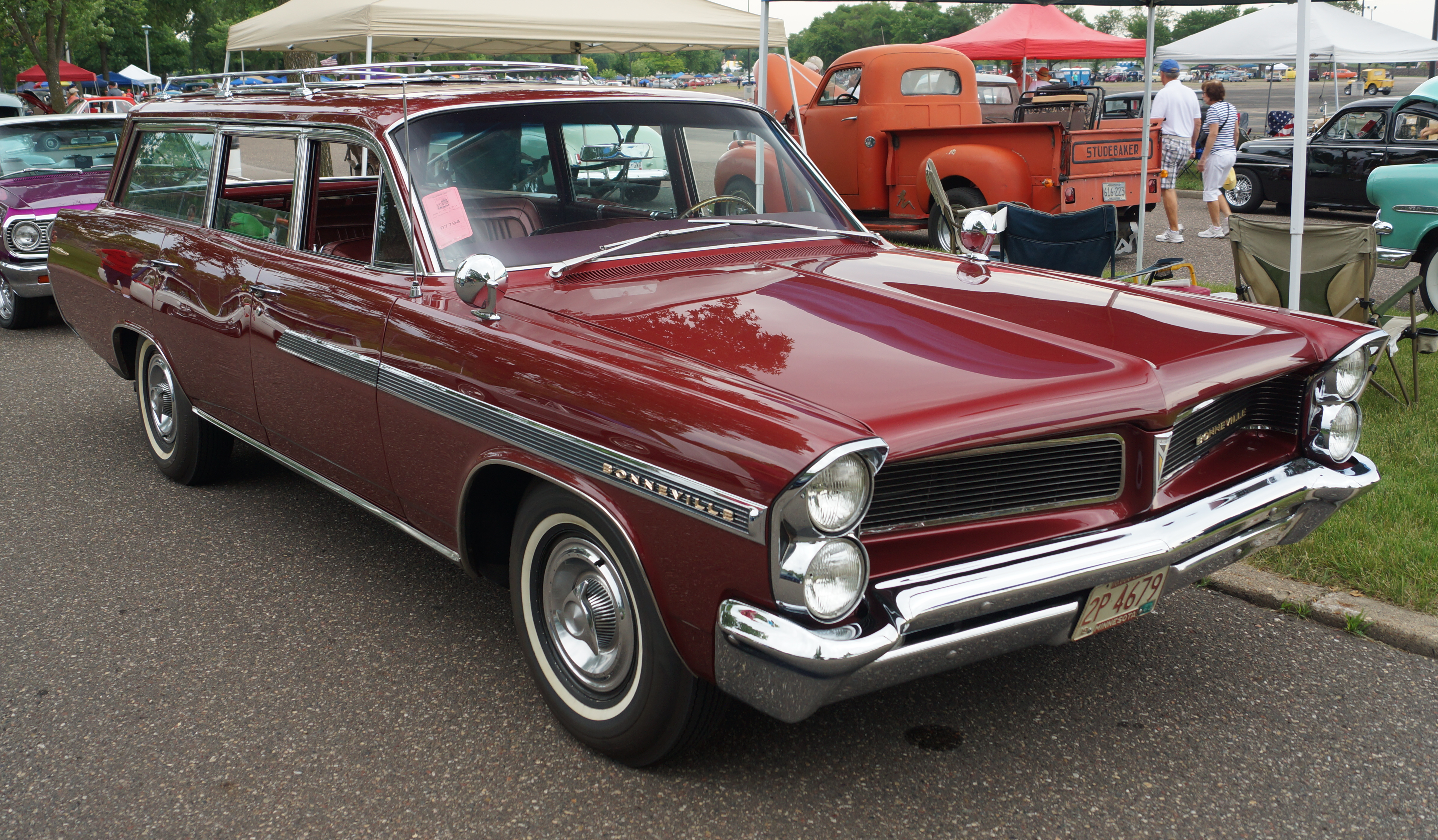
1963 Pontiac Bonneville Safari
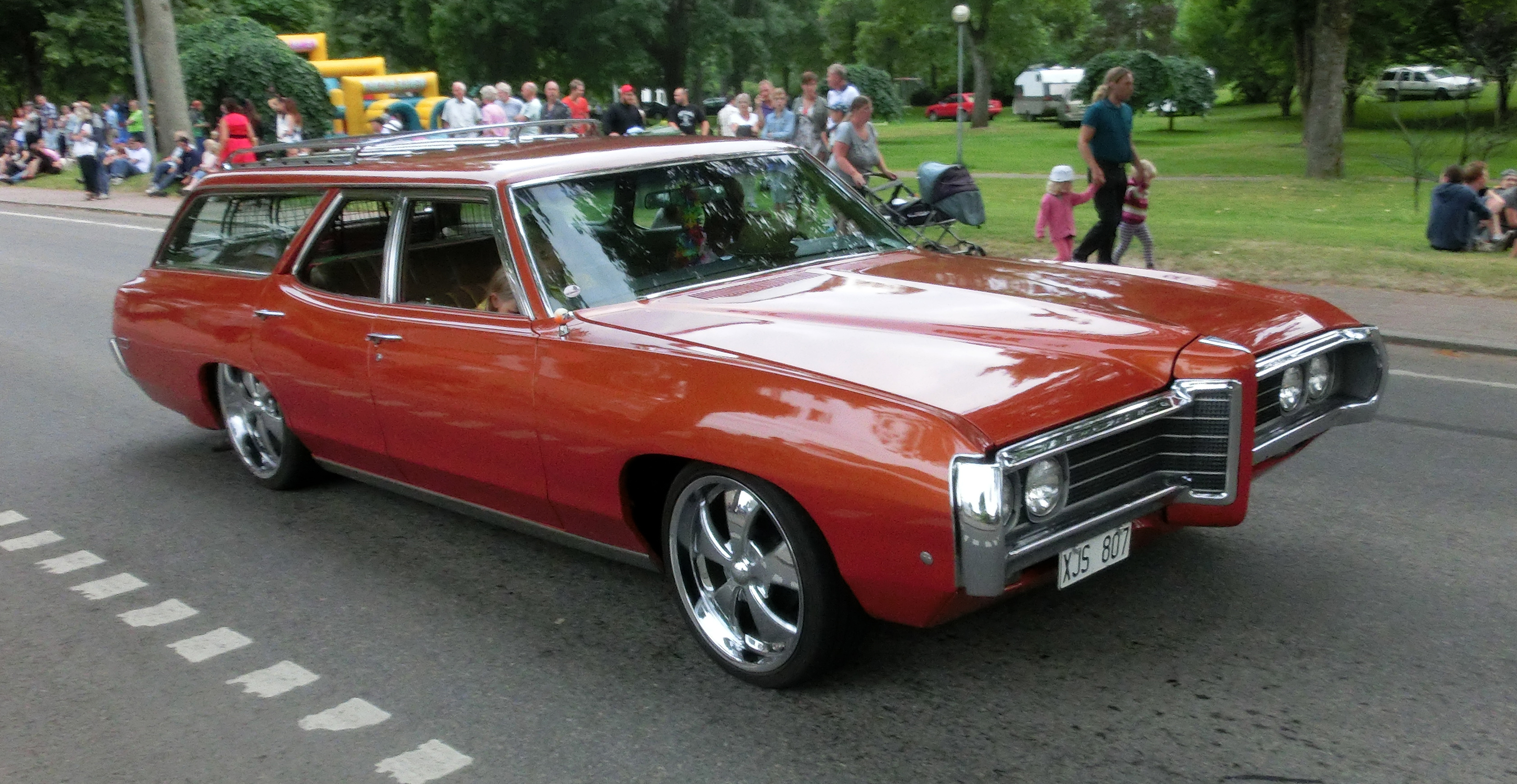
1969 Pontiac Executive Safari (кастомные колёса)
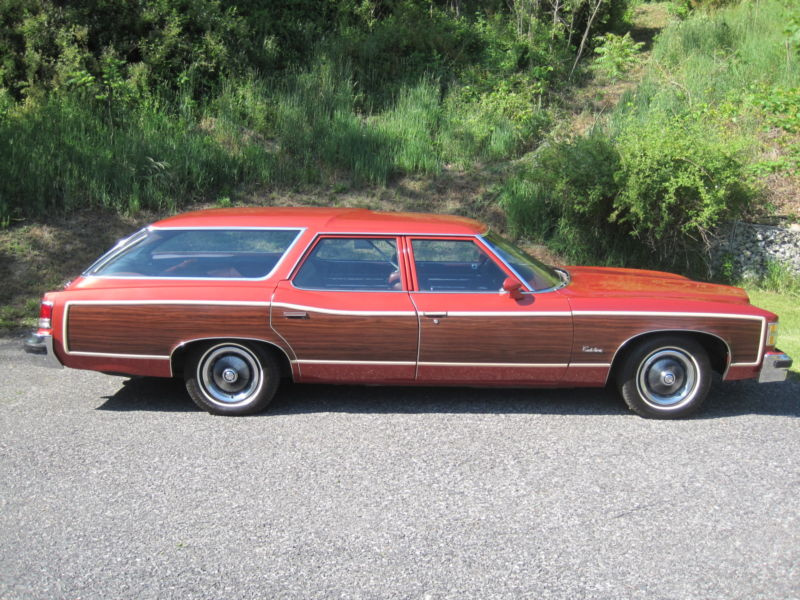
1976 Pontiac Catalina Safari
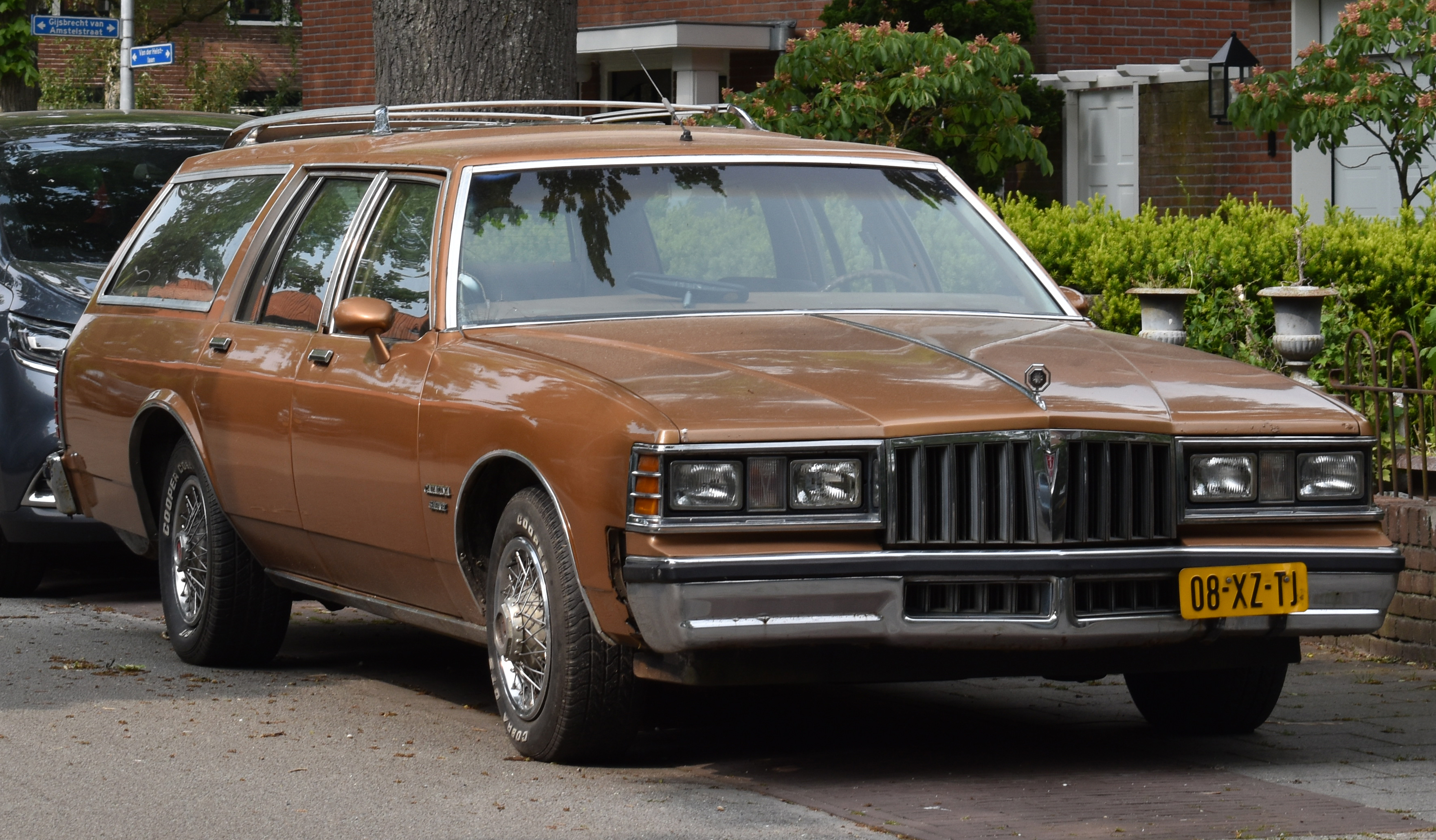
1980 Pontiac Catalina Safari
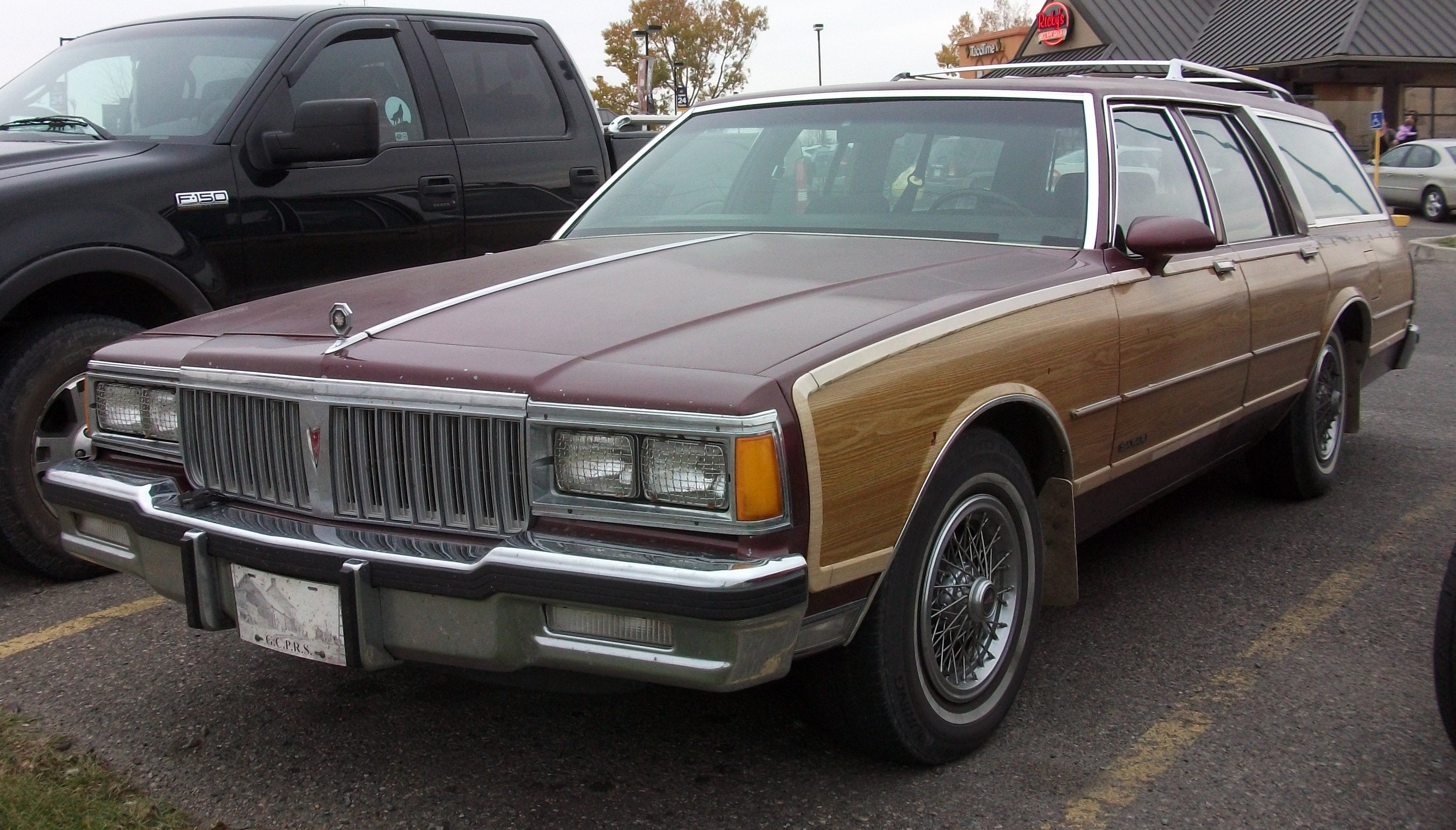
1987—1989 Pontiac Safari

## Другие варианты
- Pontiac Grand Safari (1971—1978)
- Pontiac Sunbird Safari (1987—1988)
- Pontiac 6000 Safari (1987—1991)[23]
- GMC Safari (1985—2005)

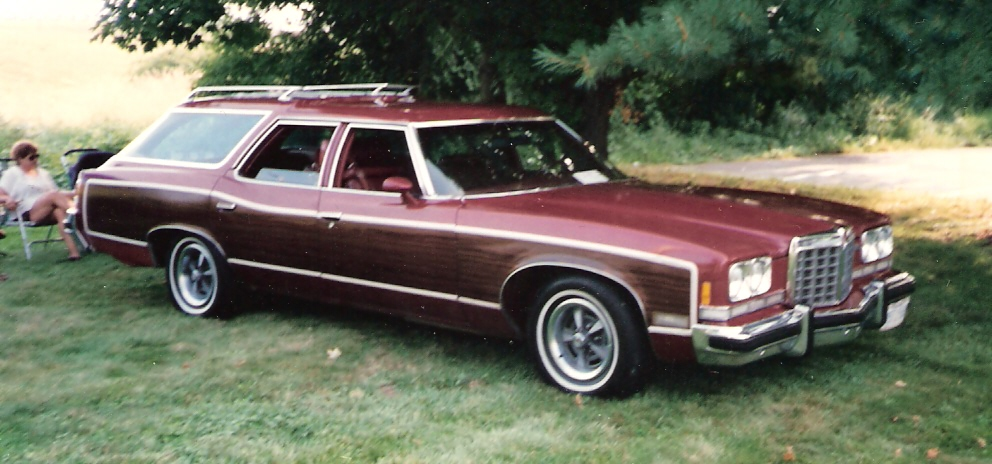
1974 Pontiac Grand Safari
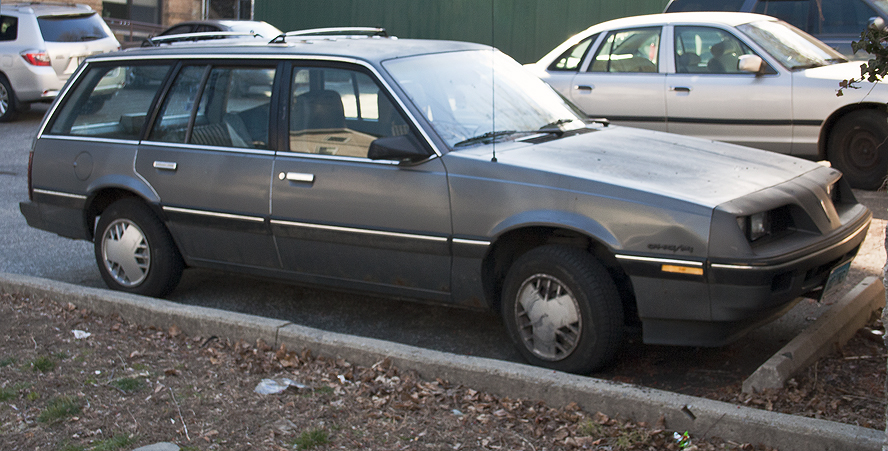
1987 Pontiac Sunbird Safari
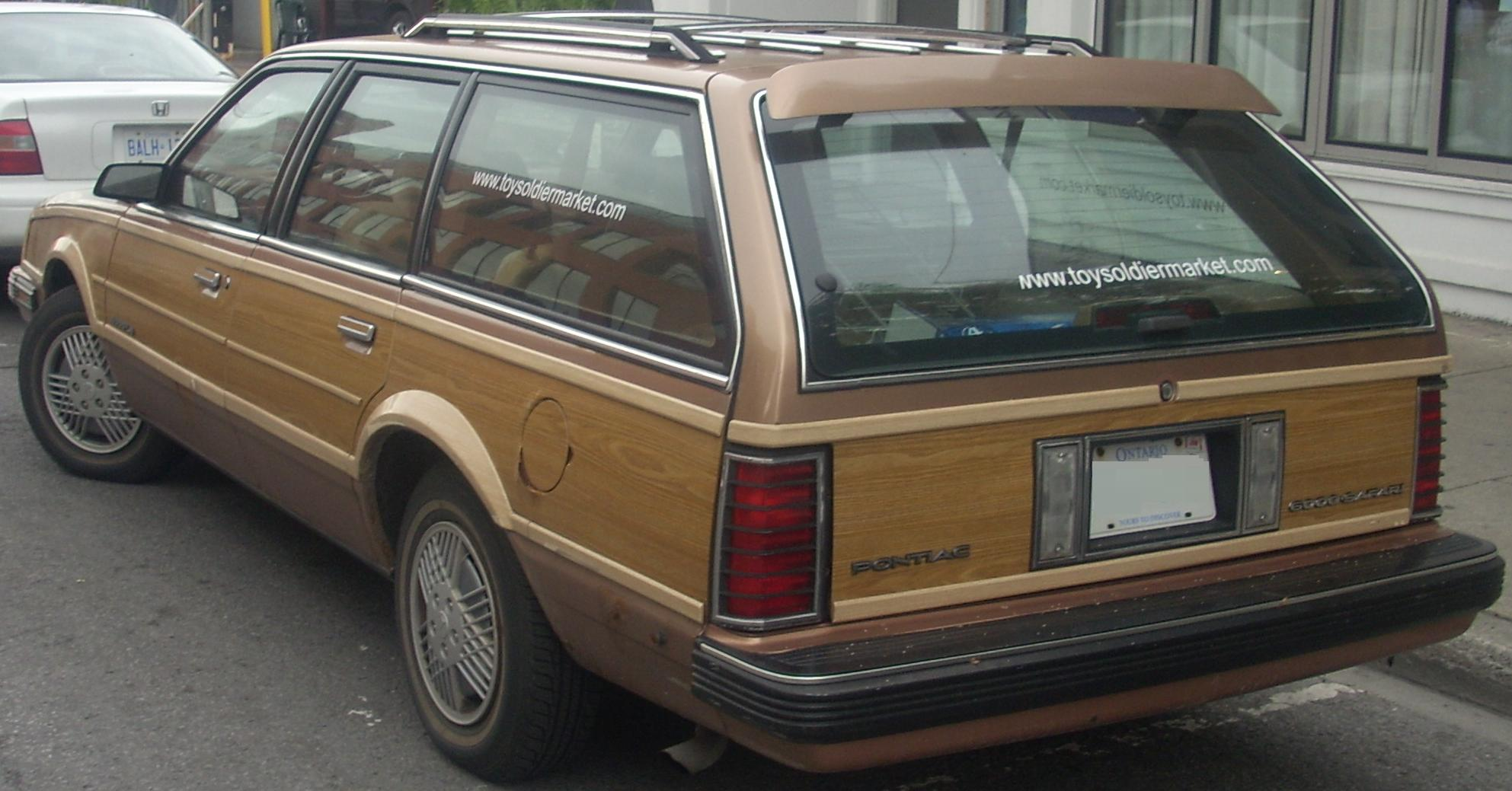
Pontiac 6000 Safari (1989—1991)